# Newton Tracey
Newton Tracey is een plaats in het Engelse graafschap Devon. Het ligt ongeveer 7 km ten zuiden van Barnstaple en valt onder de civil parish Horwood, Lovacott and Newton Tracey. Newton Tracey komt in het Domesday Book (1086) voor als 'Newentone' / 'Newentona'. De bevolking werd indertijd vastgesteld op 9 huishoudens. De dorpskerk, waarvan delen uit de dertiende eeuw stammen, staat op de Britse monumentenlijst.